# Internazionali di Francia 1938
Gli Internazionali di Francia 1938 (conosciuti oggi come Open di Francia o Roland Garros) sono stati la 43ª edizione degli Internazionali di Francia di tennis. Si sono svolti sui campi in terra rossa dello Stade Roland Garros di Parigi in Francia.
Il singolare maschile è stato vinto da Donald Budge, che si è imposto sul tedesco Roderick Menzel in tre set col punteggio di 6–3, 6–2, 6–4. Il singolare femminile è stato vinto da Simonne Mathieu, che ha battuto in tre set Nelly Adamson. Nel doppio maschile si sono imposti Bernard Destremau e Yvon Petra. Nel doppio femminile hanno trionfato Simonne Mathieu e Billie Yorke. Nel doppio misto la vittoria è andata a Sarah Palfrey Fabyan in coppia con Dragutin Mitic.

## Seniors

### Singolare maschile
Donald Budge ha battuto in finale  Roderick Menzel con il punteggio di 6–3, 6–2, 6–4.

### Singolare femminile
Simonne Mathieu ha battuto in finale  Nelly Adamson con il punteggio di 6–0, 6–3.

### Doppio maschile
Bernard Destremau /  Yvon Petra hanno battuto in finale  Don Budge /  Gene Mako con il punteggio di 3–6, 6–3, 9–7, 6–1.

### Doppio Femminile
Simonne Mathieu /  Billie Yorke hanno battuto in finale  Arlette Halff /  Nelly Landry con il punteggio di 6–3, 6–3.

### Doppio Misto
Simonne Mathieu /  Dragutin Mitic hanno battuto in finale  Nancye Wynne /  Christian Boussus con il punteggio di 2–6, 6–3, 6–4.